# 김승구 (바둑 기사)
김승구(金丞求, 2006년 6월 13일 ~ )는 대한민국의 바둑 기사이다.

## 약력
서울에서 태어났다. 2015년 제17회 이창호배 전국 어린이부 우승과 2018년 제18회 한화생명배 세계 어린이 국수전 국수부 우승을 포함하여 2021년 제16회 국무총리배 세계바둑선수권전에 한국 대표로 나서 한국 팀이 7년 만에 우승하는 데 기여하는 등 국내외 무대에서 활약했다. 한종진바둑도장에서 한종진, 조한승, 한상훈, 김세동 사범의 바둑 지도를 받았다. 2022년 연구생 바둑대회에서 연구생 서열 1위에 오르면서 프로바둑에 입단했다. 2023년에 YK건기배 본선에 진출했고, 프로 데뷔 1년만에 2단으로 승단했다.